# The A Team
„The A Team” – to utwór brytyjskiego wokalisty Eda Sheerana. Wydany został 12 czerwca 2011 roku przez wytwórnię płytową Atlantic Records jako pierwszy singel wokalisty z jego debiutanckiego albumu studyjnego, zatytułowanego +. Tekst utworu został napisany przez Eda Sheerana, natomiast jego produkcją zajął się Jake Gosling. Do singla nakręcono także teledysk, a jego reżyserią zajął się Ruskin Kyle. „The A Team” zadebiutował na trzecim miejscu w notowaniu UK Singles Chart.

## Pozycje na listach przebojów
| Kraj              | Lista (2011-14)         | Pozycja | Status             | Sprzedaż   |
| ----------------- | ----------------------- | ------- | ------------------ | ---------- |
| Australia         | Top 50 Singles          | 2       | 5× platynowa płyta | 350 000+   |
| Austria           | Singles Top 75          | 19      | —                  | —          |
| Belgia (Flandria) | Ultratop 50             | 18      | —                  | —          |
| Francja           | Top 200 Singles         | 43      | —                  | —          |
| Hiszpania         | Singles Top 50          | 44      | —                  | —          |
| Holandia          | Single Top 100          | 2       | —                  | —          |
| Irlandia          | Top 50 Singles          | 3       | —                  | —          |
| Kanada            | Canadian Hot 100        | 29      | 3× platynowa płyta | 160 000+   |
| Niemcy            | Top 100 Singles         | 9       | złota płyta        | 150 000+   |
| Norwegia          | Top 20 Singles          | 5       | 2× platynowa płyta | 20 000+    |
| Nowa Zelandia     | Top 40 Singles          | 3       | platynowa płyta    | 15 000+    |
| Stany Zjednoczone | Hot 100                 | 16      | 2× platynowa płyta | 2 300 000+ |
| Stany Zjednoczone | Adult Alternative Songs | 3       | 2× platynowa płyta | 2 300 000+ |
| Stany Zjednoczone | Hot Rock Songs          | 4       | 2× platynowa płyta | 2 300 000+ |
| Szkocja           | Scottish Singles Top 40 | 2       | —                  | —          |
| Szwajcaria        | Singles Top 75          | 23      | platynowa płyta    | 15 000+    |
| Szwecja           | Top 60 Singles          | 27      | platynowa płyta    | 40 000+    |
| Wielka Brytania   | Singles Top 100         | 3       | platynowa płyta    | 1 060 000+ |